# Canó de mà
El canó de mà (xinès :手銃), també conegut com a gonne o handgonne, és la primera arma de foc veritable i el successor de la llança de foc. És el tipus més antic d'armes lleugeres i la forma més simplista d'armes de foc de canó metàl·lic. A diferència de les armes de foc Matchlock, cal una ignició manual directa directa a través d'un forat tàctil sense cap tipus de mecanisme de tret. També es pot considerar un precursor de l'arma de mà. El canó manual va ser àmpliament utilitzat a la Xina a partir del segle xiii i posteriorment a tota Euràsia al segle XIV. A l'Europa del segle xv, el canó de mà va evolucionar fins a convertir-se en l'arcabús, que va ser en la primera arma de foc que es va poder disparar tot apuntant a l'objectiu.

## Història

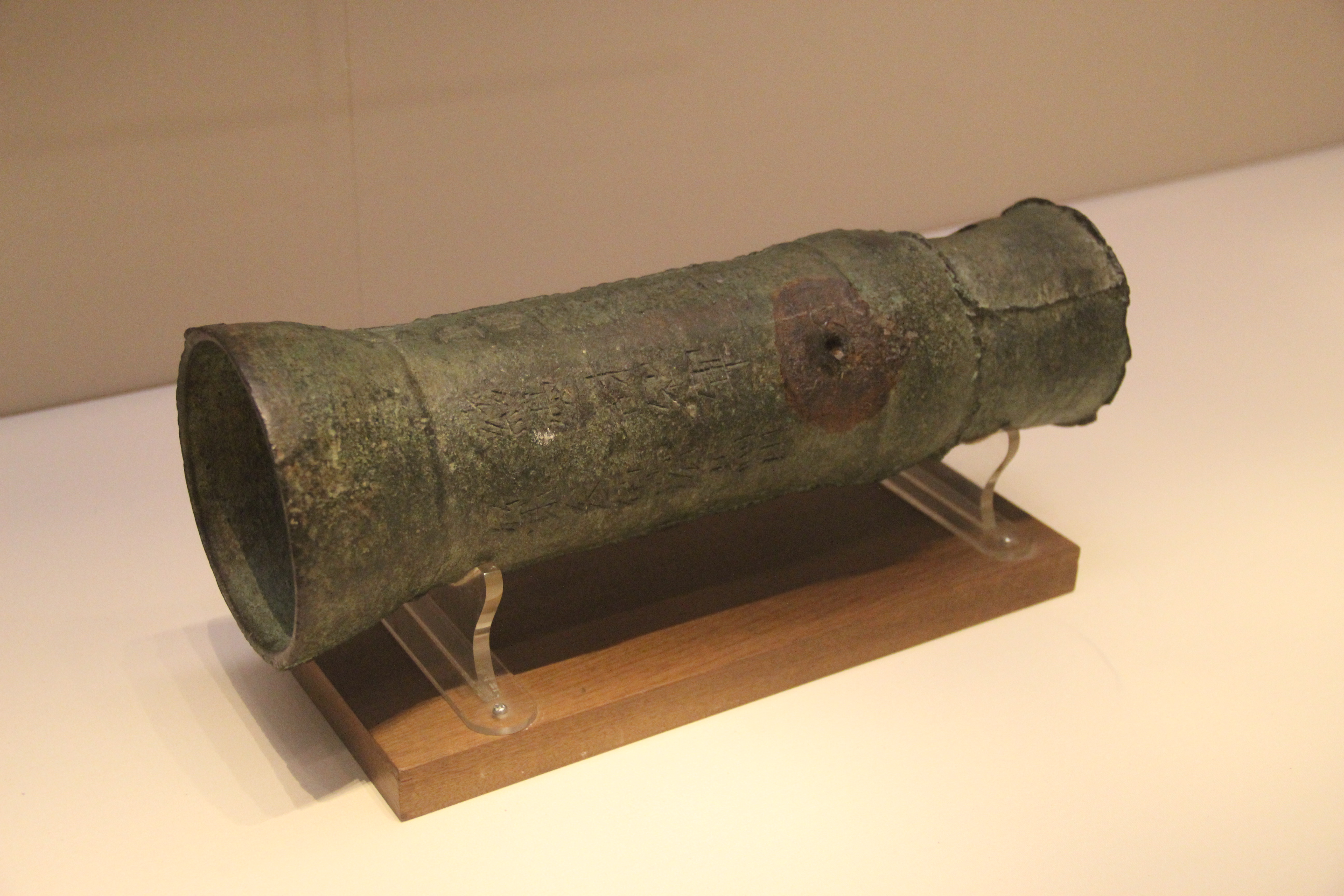
Canó de bronze de la dinastia Yuan, 1332

### Xina
La primera representació artística del que podria ser un canó manual (una escultura de roca trobada en les escultures rupestres de Dazu) està datada el 1128, molt abans que qualsevol altre mostra arqueològica registrada o datada amb precisió, de manera que és possible que el concepte de canó de mà com arma de foc existís des del segle XII. Això ha estat contradit per altres com Liu Xu, Cheng Dong i Benjamin Avichai Katz Sinvany. Segons Liu, el pes del canó hauria estat excessiu per a una persona, especialment amb un sol braç, i assenyala que una dècada després s'estaven utilitzant llances de foc al setge de Dean. Cheng Dong creu que la figura representada és en realitat un esperit de vent que deixa sortir l'aire d'una bossa en lloc d'un canó que emet una explosió. Stephen Haw també va considerar la possibilitat que el tema en qüestió fos una bossa d'aire, però va concloure que es tracta d'un canó perquè estava agrupat amb altres escultures amb armes. Sinvany creu en la interpretació de la bossa d'aire i que el diuix de la bala de canó es va afegir més endavant.
Els primers canons van ser probablement una evolució de la llança de foc. El 1259 va aparèixer un tipus de "llança emissora de foc" (tuhuoqiang 突 火槍). Segons la Història de la Cançó : "Està fet a partir d'un gran tub de bambú i a l'interior s'omple un filet de pellets (子 窠). Un cop el foc s'apaga llança completament el filet posterior i el so és com una bomba que es pot escoltar durant cinc-cents o més passos ". La pelleta de pellets esmentada és possiblement la primera bala veritable de la història registrada en funció de com es defineixi la bala, ja que va ocloure el canó, a diferència dels co-viatius anteriors (no metralla oclusiva) que s'utilitza a la llança de foc. Les llances de foc es van transformar de l'arma de foc "canya de bambú (o de fusta o de paper) a l'arma de canó de metall" per suportar millor la pressió explosiva de la pólvora. A partir d'aquí es va ramificar en diverses armes de pólvora diferents conegudes com a "eruptors" a finals del segle XII i principis del XIII, amb diferents funcions com el "tub d'erupció del cel" que va escopir gasos verinosos i fragments de porcellana, el " tub de boira màgica de sorra volant penetrant en orificis "(鑽 穴 飛砂 神 霧 筒) que llançava sorra i productes químics verinosos en orificis i el més convencional" carbassa de foc de càrrega de falange "que disparava pellets de plom.
Els canons manuals van veure per primera vegada un ús generalitzat a la Xina durant el segle xiii i es van estendre d'aquí a la resta del món. El 1287, les tropes de Yuan Jurchen van desplegar canons de mà per sufocar una rebel·lió del príncep mongol Nayan. La història de Yuan informa que els canons dels soldats de Li Ting "van causar grans danys", però també van crear "tal confusió que els soldats enemics es van atacar i es van matar mútuament". Els canons de mà es van tornar a utilitzar a principis de 1288. Els "soldats-armes" de Li Ting o chongzu (銃卒) van poder portar els canons de mà "a l'esquena". El passatge de la batalla de 1288 també és el primer a encunyar el nom de chong (銃) amb el radical metàl·lic jin (金) per a armes de foc de canó metàl·lic. Es va utilitzar Chong en lloc del terme anterior i més ambigu huo tong (tub de foc;火筒), que pot referir-se als tubs de llances de foc, proto-canons o bengales de senyal. El canó de mà existent més antic que tenia una data de producció és el Xanadu Gun, que conté una data de l'era corresponent a 1298. El canó de mà de Heilongjiang està datat una dècada abans al 1288, corresponent al conflicte militar que va implicar Li Ting, però el mètode de cites es basa en proves contextuals; l'arma no porta cap inscripció ni data de l'era. probable que altres exemplars siguin anteriors a les armes de Xanadu i Heilongjiang i que es remunten al final del període Xia occidental (1214-1227), però també manquen d'inscripcions i dates de l'era (vegeu el canó de bronze Wuwei)..

### Propagació

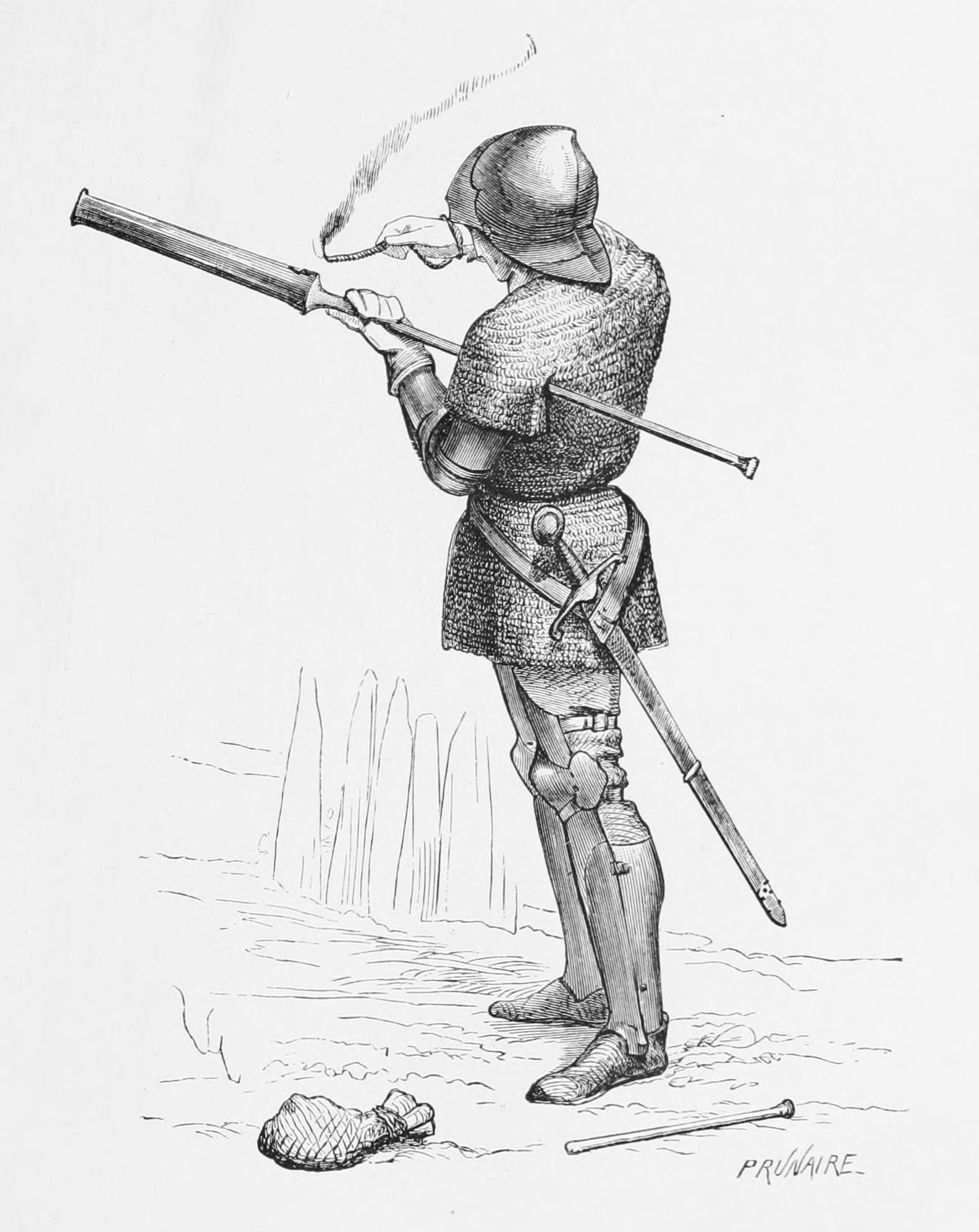
Soldat suís disparant un canó de mà, amb bossa de pols i vareta als peus, c. finals del (produït el 1874)

Les primeres proves fiables de canons a Europa van aparèixer el 1326 i les proves de la seva producció es poden datar ja el 1327. El primer ús registrat d'armes a pólvora a Europa va ser el 1331 quan dos cavallers alemanys muntats van atacar Cividale del Friuli amb pólvora armes d'alguna mena. El 1338 els canons manuals eren molt utilitzats a França. Durant el segle xiv, els àrabs semblen haver utilitzat el canó manual fins a cert punt. canons es testifiquen a l'Índia a partir del 1366. El regne Joseon a Corea va adquirir coneixements de pólvora de la Xina el 1372 :307 i va començar a produir canons el 1377. Al sud-est asiàtic Soldats Đại Việt feien servir canons de mà a tot tardar el 1390 quan els van emprar per matar el rei Champa Che Bong Nga. va confirmar que Java utilitzarà canons manuals el 1413 durant el viatge de Zheng He. :245 El Japó ja era conscient de la guerra de pólvora a causa de les invasions mongoles durant el segle xiii, però no va adquirir un canó fins que un monjo el va tornar a portar al Japó de la Xina el 1510 i no es van produir armes de foc fins al 1543, quan els portuguesos va introduir bloqueigs de llumins que eren coneguts com tanegashima per als japonesos. L'art de disparar el canó de mà anomenat Ōzutsu (大 筒) s'ha mantingut com una forma d'arts marcials Ko-budō.
Les millores en la tecnologia dels canons de mà i de la pólvora (pols arrodonida, munició de trets i desenvolupament de la fulla de flaix) van conduir a la invenció de l'arcbus a l'Europa del final del segle XV.

### Orient Mitjà
Les primeres evidències documentals que es conserven sobre l'ús del canó manual al món islàmic provenen de diversos manuscrits àrabs datats al segle XIV. L'historiador Ahmad Y. al-Hassan (2008) argumenta que diversos manuscrits àrabs del segle xiv, un dels quals escrit per Shams al-Din Muhammad al-Ansari al- Dimashqi (1256-1327), informen de l'ús de canons manuals per part de Forces mameluces-egípcies contra els mongols a la batalla d'Ain Jalut el 1260. No obstant això, l'afirmació de Hassan contradiu altres historiadors que afirmen que els canons de mà no van aparèixer a l'Orient Mitjà fins al segle XIV.
Iqtidar Alam Khan (1996) argumenta que van ser els mongols els que van introduir la pólvora al món islàmic i creu que els canons només van arribar a Egipte mameluc als anys 1370. Segons Joseph Needham (1986), el terme midfa, datat de fonts textuals del 1342 al 1352, no feia referència a veritables armes de mà ni bombarders, i els relats contemporanis sobre un canó de canó metàl·lic al món islàmic no es produeixen fins al 1365. Needham també conclou que, en la seva forma original, el terme midfa es refereix al tub o cilindre del projector de nafta (llançaflames), i després de la invenció de la pólvora va significar el tub de llances de foc, que finalment es va aplicar al cilindre de pistola i canó. :582 De la mateixa manera, Tonio Andrade (2016) data l'aparició textual del canó a les fonts del Pròxim Orient a la dècada de 1360. Gabor Ágoston i David Ayalon (2005) creuen que els mamelucs havien utilitzat certament el canó de setge a la dècada del 1360, però els usos anteriors del canó al món islàmic són vagues amb una possible aparició a l'Emirat de Granada a la dècada del 1320, tot i que hi ha proves inconclusives.
Khan afirma que va ser la invasió dels mongols que van introduir la pólvora al món islàmic i cita l'antagonisme mameluc envers els primers fusellers de la seva infanteria com a exemple de com les armes a pólvora no sempre van tenir una acceptació oberta a l'Orient Mitjà. De la mateixa manera, la negativa de les seves forces Qizilbash a utilitzar armes de foc va contribuir a la derrota safàvida a Chaldiran el 1514.

## Disseny i característiques
El canó manual consisteix en un canó, un mànec i, de vegades, un endoll per inserir un brou de fusta. Les mostres existents mostren que alguns canons manuals també presentaven una extensió metàl·lica com a mànec.
El canó manual es podria agafar a dues mans, però sovint es mostra una altra persona que ajuda en el procés d'encesa mitjançant fusta ardent, carbó, barres de ferro calent o llumins de combustió lenta. El canó de mà es podia col·locar sobre un recolzador i aguantar-lo amb una mà, mentre el tirador aplicava ell mateix el mitjà d'encesa.
Se sabia que els projectils utilitzats en els canons manuals inclouen roques, còdols i fletxes. Finalment, els projectils de pedra en forma de boles es van convertir en la forma preferida de munició, i després es van substituir per boles de ferro de finals del segle xiv al XV.
S'ha demostrat que els canons manuals posteriors inclouen un flaix fixat al canó i un forat tàctil perforat a través de la paret lateral en lloc de la part superior del canó. El flaix de flaix tenia una funda de cuir i, més endavant, una tapa metàl·lica articulada, per mantenir la pols d'imprimació seca fins al moment de la cocció i per evitar la cocció prematura. Aquestes característiques van ser traslladades a armes de foc posteriors.

## Galeria

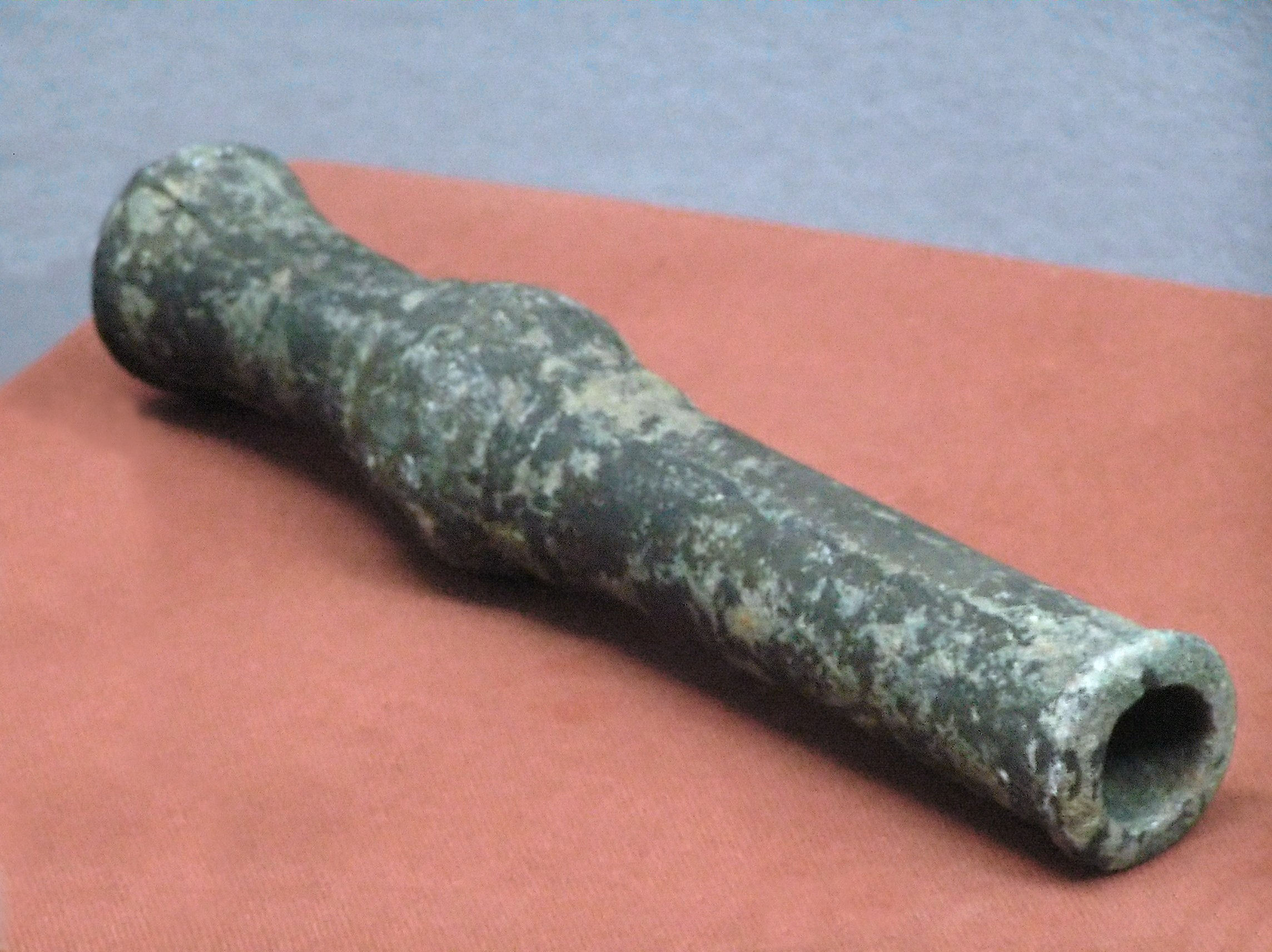
Canó de mà de la dinastia mongol Yuan (1271–1368)
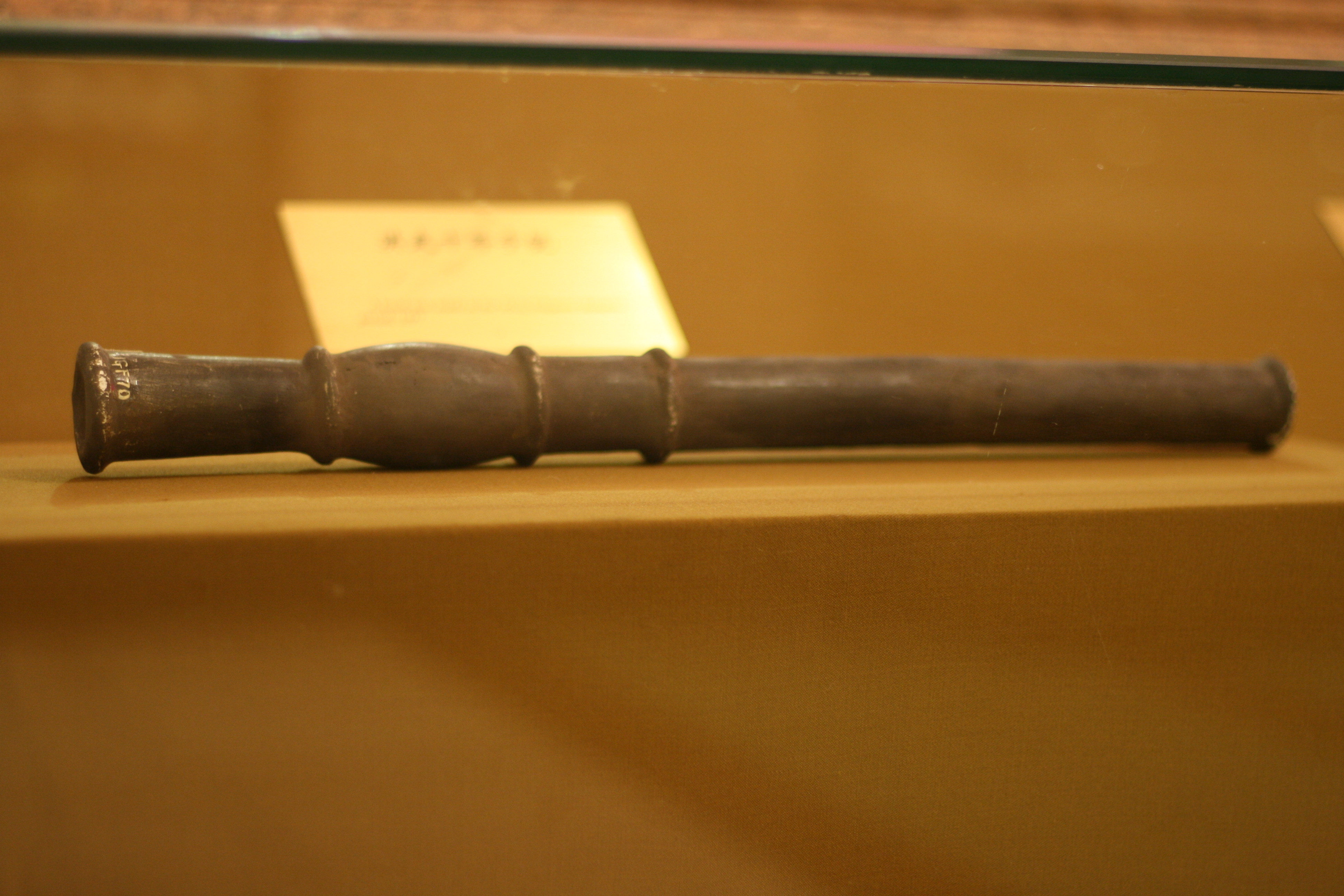
Canó de mà, dinastia Ming, 1377
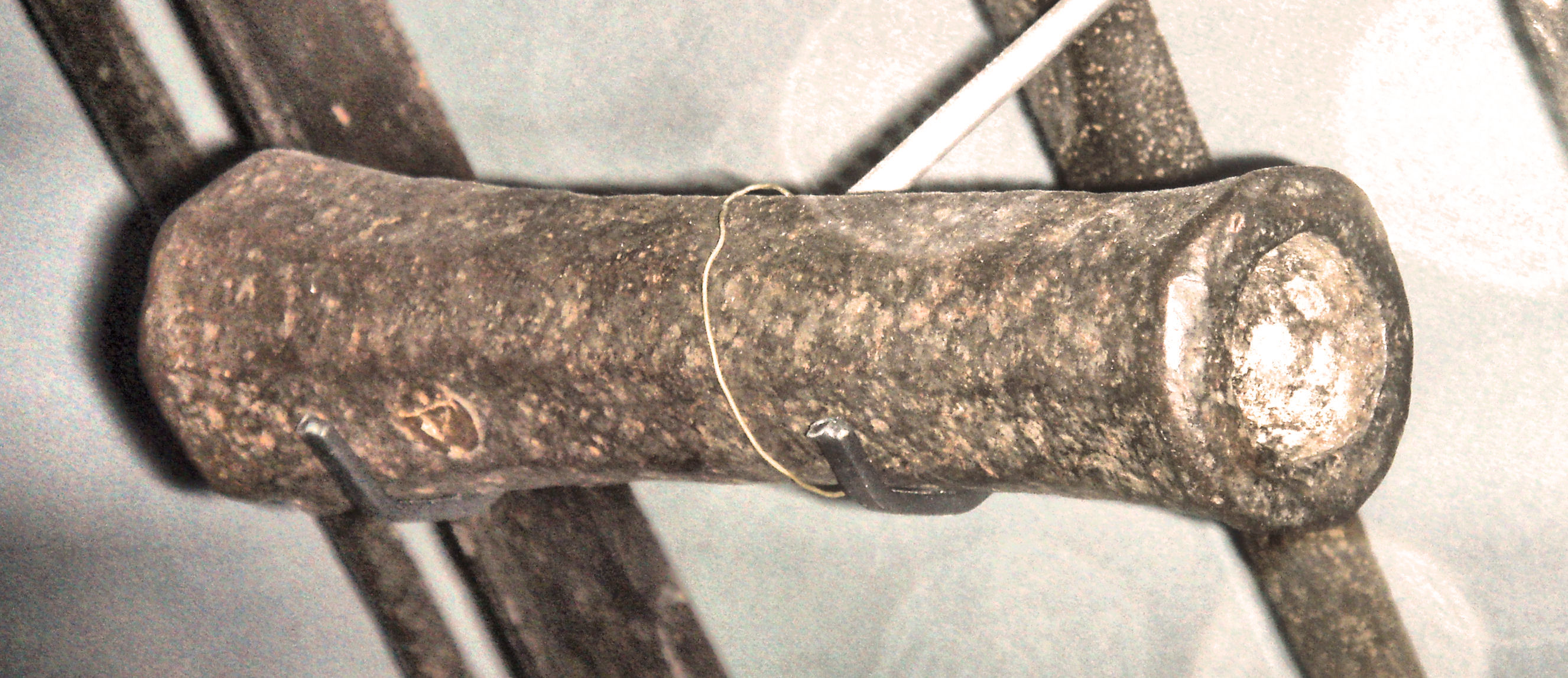
Pistola d'Europa occidental, 1380. 18 cm de llarg i un pes de 1,04 kg, es va fixar a un pal de fusta per facilitar la manipulació. Musée de l'Armée.
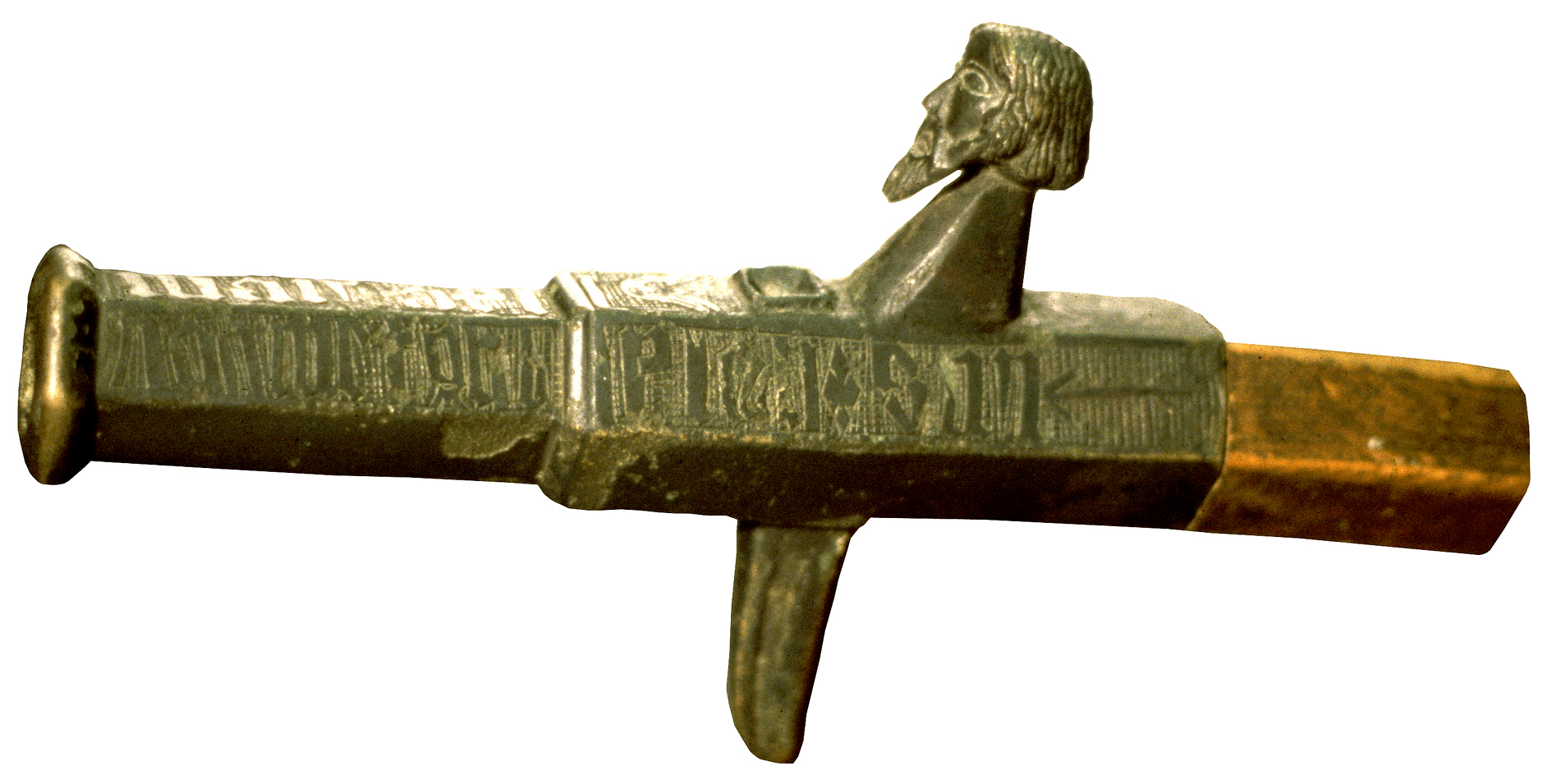
L'arma Mörkö és una arma de foc sueca descoberta per un pescador al mar Bàltic a la costa de Södermansland, prop de Nynäs, el 1828. Se li ha donat una data de ca. 1390.
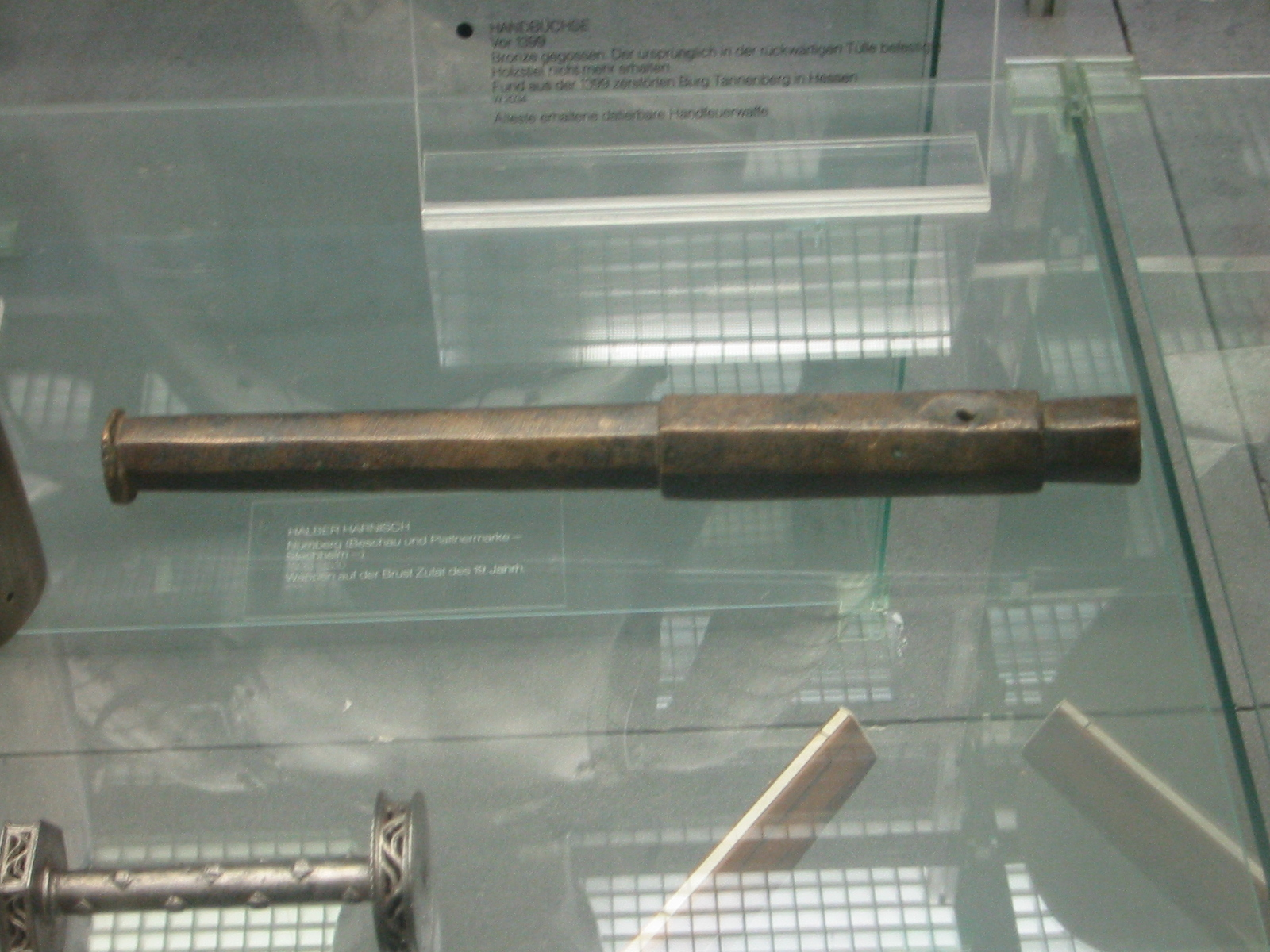
El handgonne de Tannenberg és una arma de foc fosa de bronze. Forat del musell de 15 a 16 mm. Trobat al pou d'aigua del castell de Tannenberg destruït el 1399. L'arma de foc més antiga d'Alemanya.
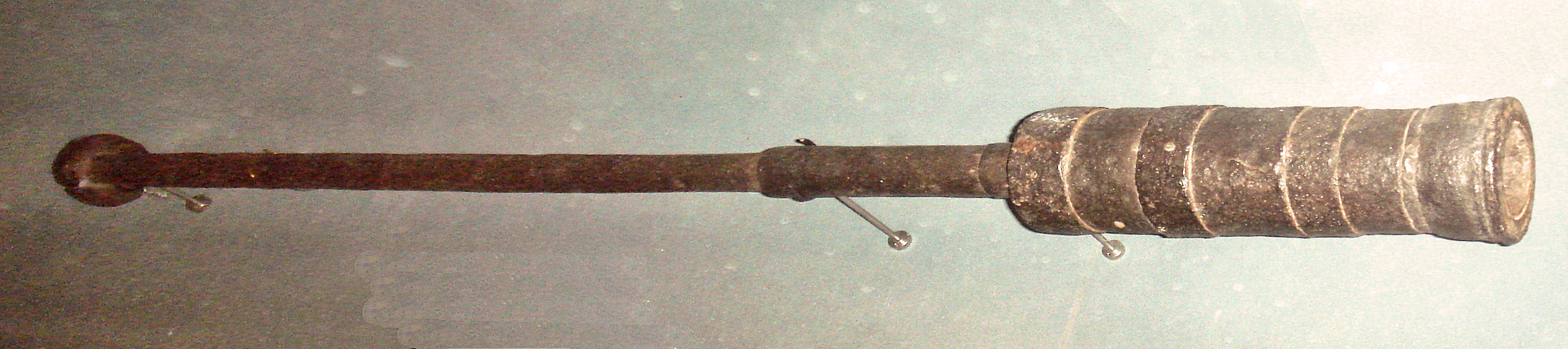
"Hand bombard ", França, 1390–1400
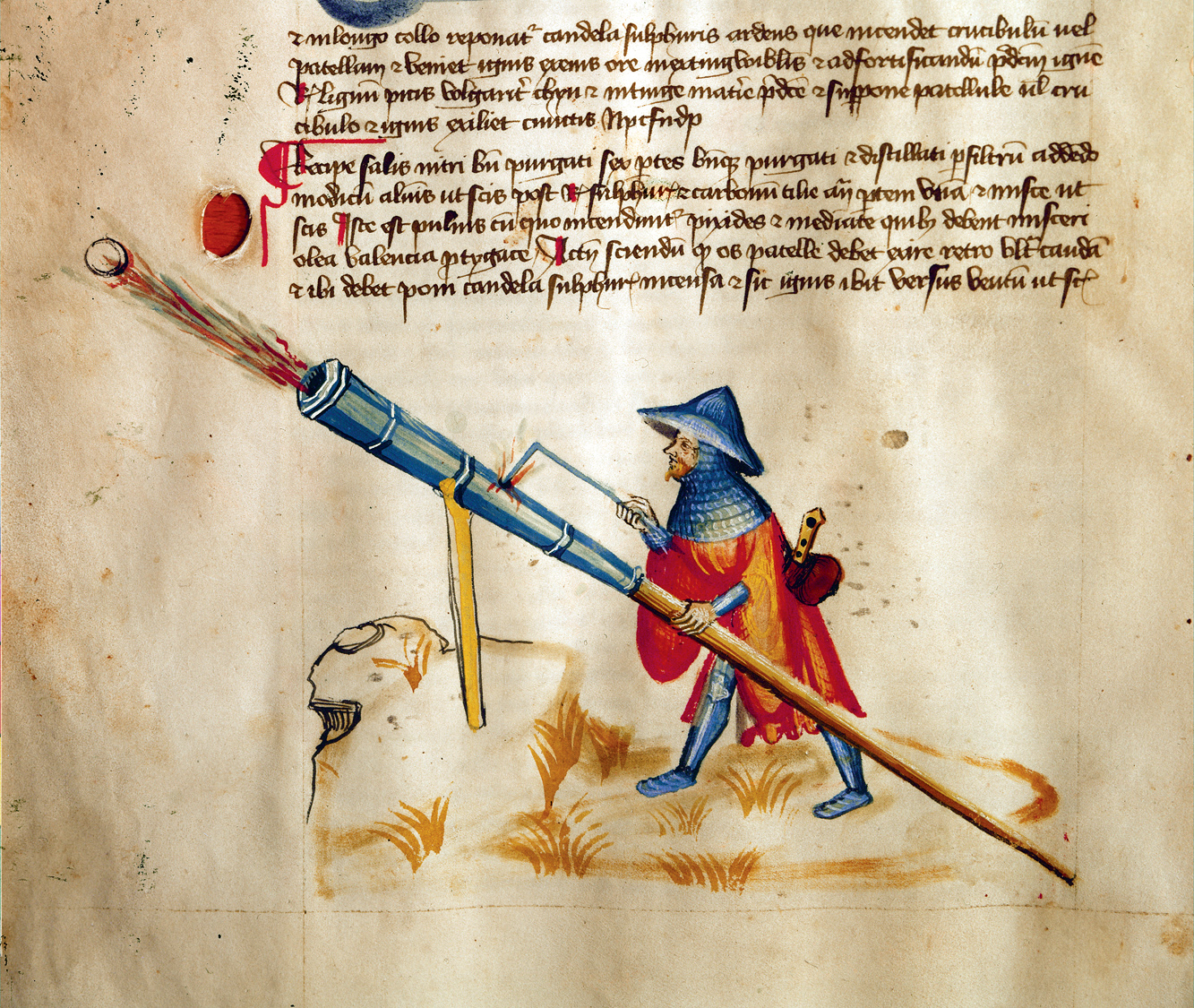
Tir de canons manuals des d'un estand, manuscrit de Bellifortis, de Konrad Kyeser, 1405
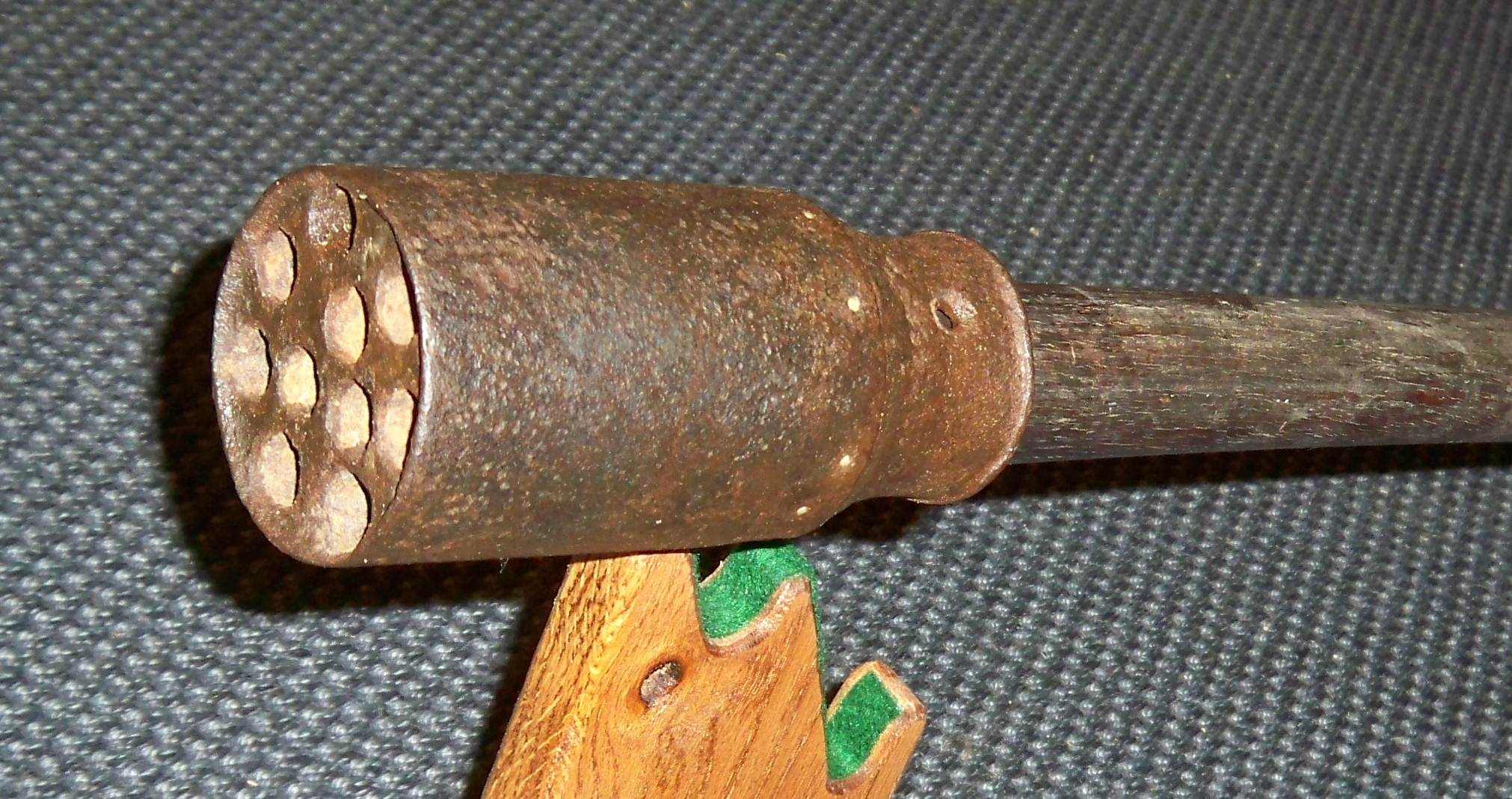
Un canó manual de deu trets (handgonne), d'edat i origen desconeguts.
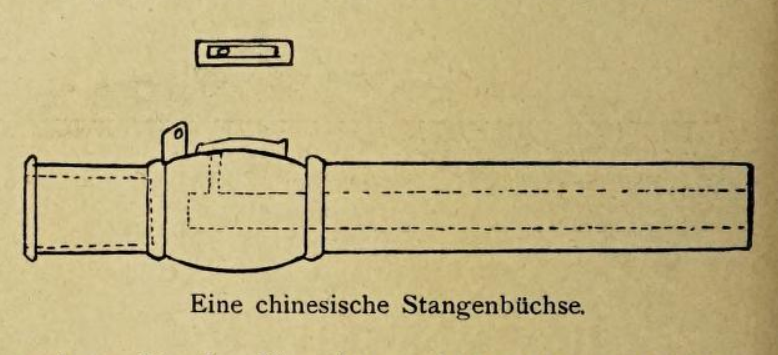
Dibuix d'un canó xinès trobat a Java, 1421. Pesava 2.252 kg, tenia una longitud de 357 mm i un calibre de 16 mm. Aquesta pistola presenta una funda antipluja connectada amb frontissa, que ara falta. La frontissa encara es conserva.
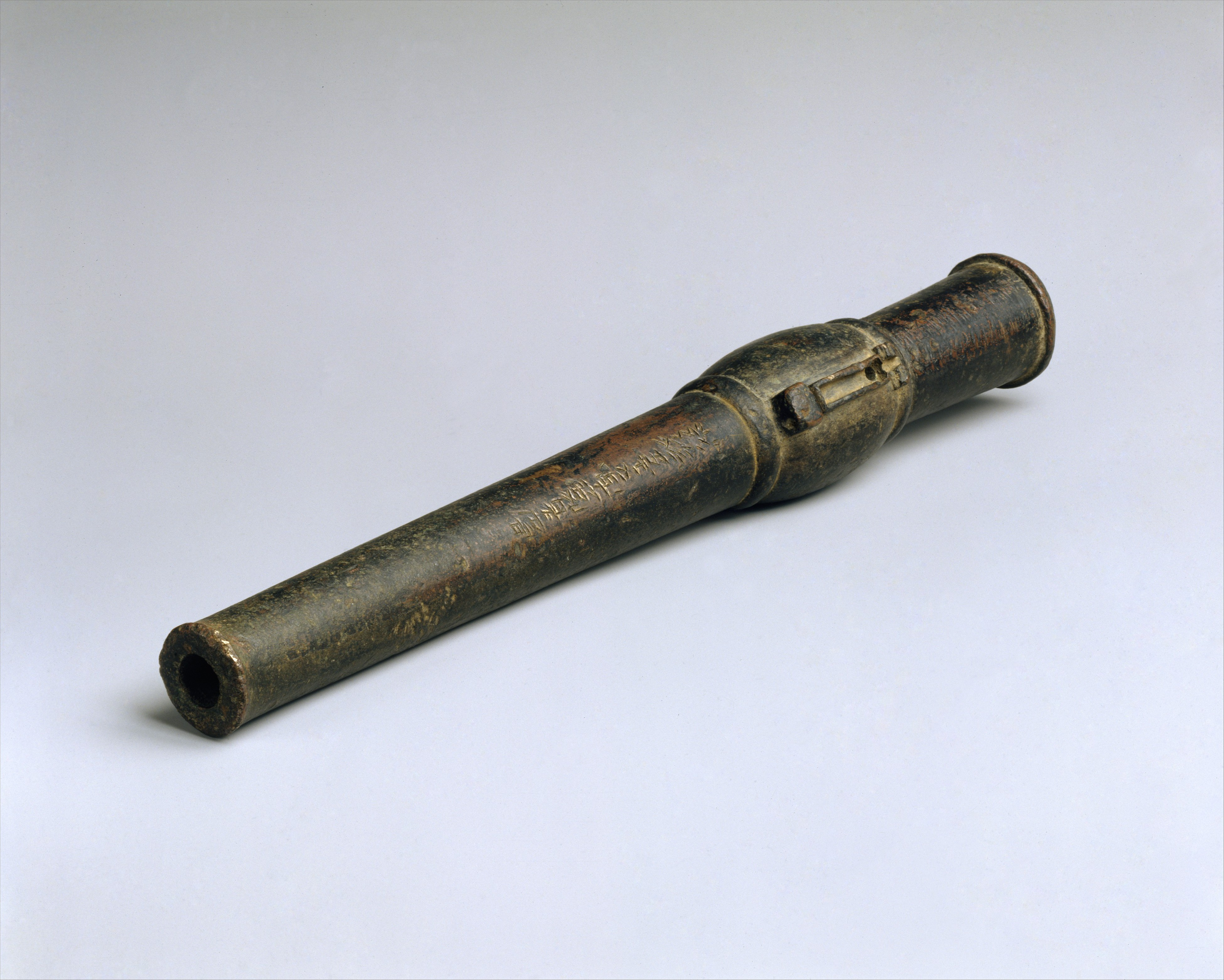
Canó de mà xinès, datat el 1424.
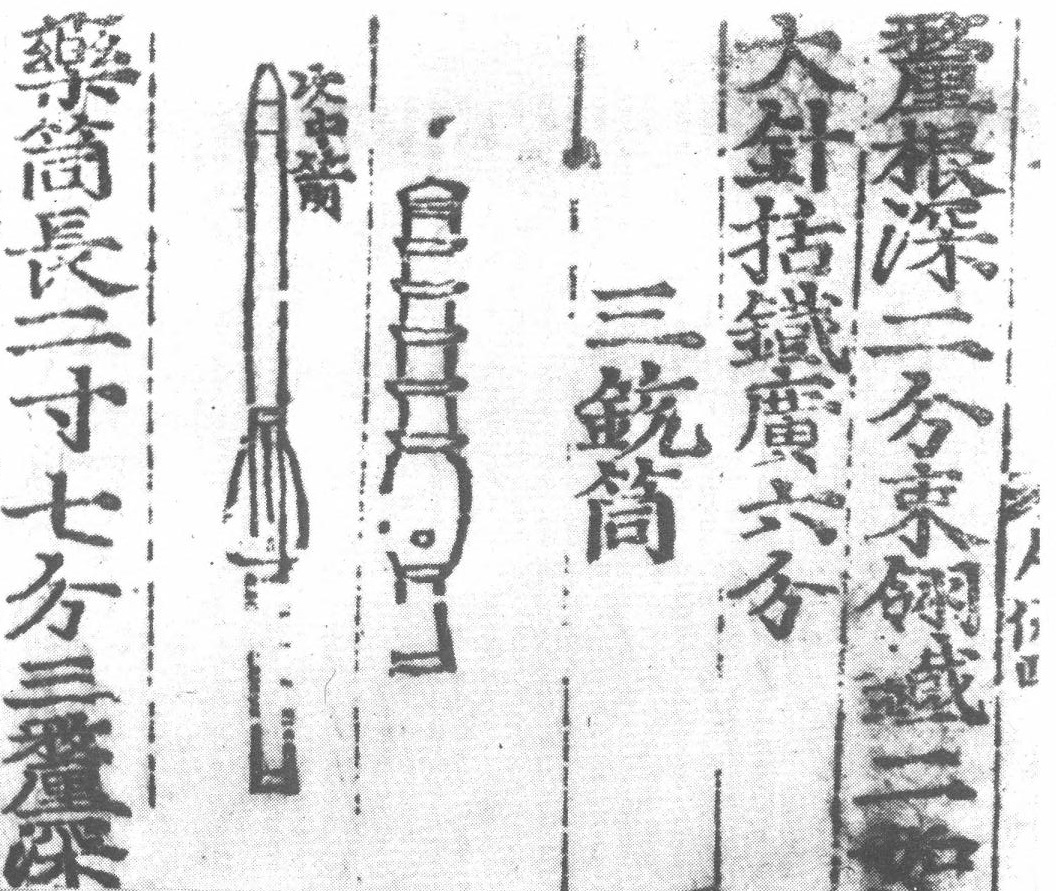
Una pàgina del coreà Kukcho Orye-ui (ca. 1474) que mostra un primer tipus de canó de mà (chhung thung o chongtong) i la fletxa i les aletes metàl·liques de forma de pern que es va disparar des d'ell.
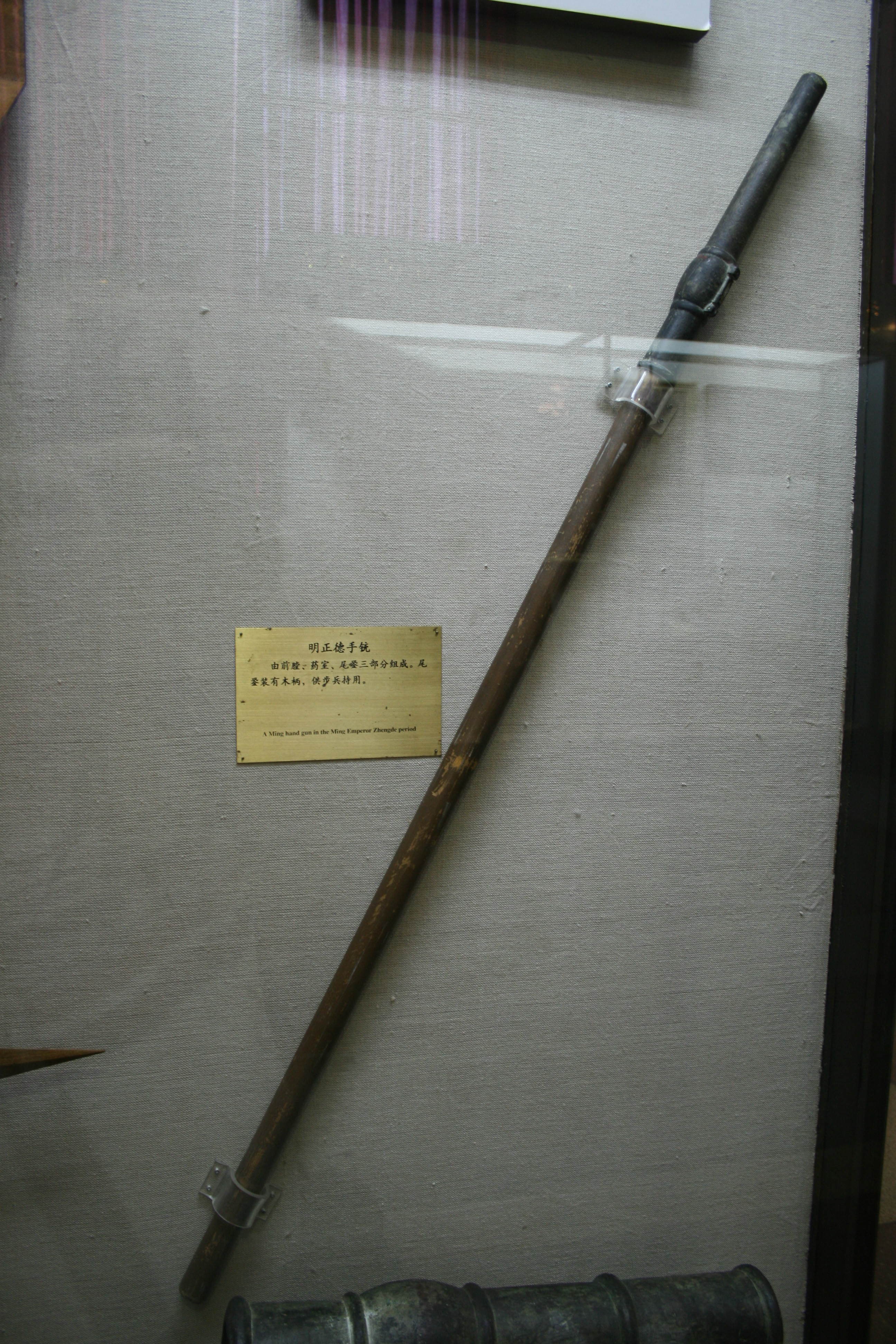
Un canó de mà Ming endollat, 1505-1521.
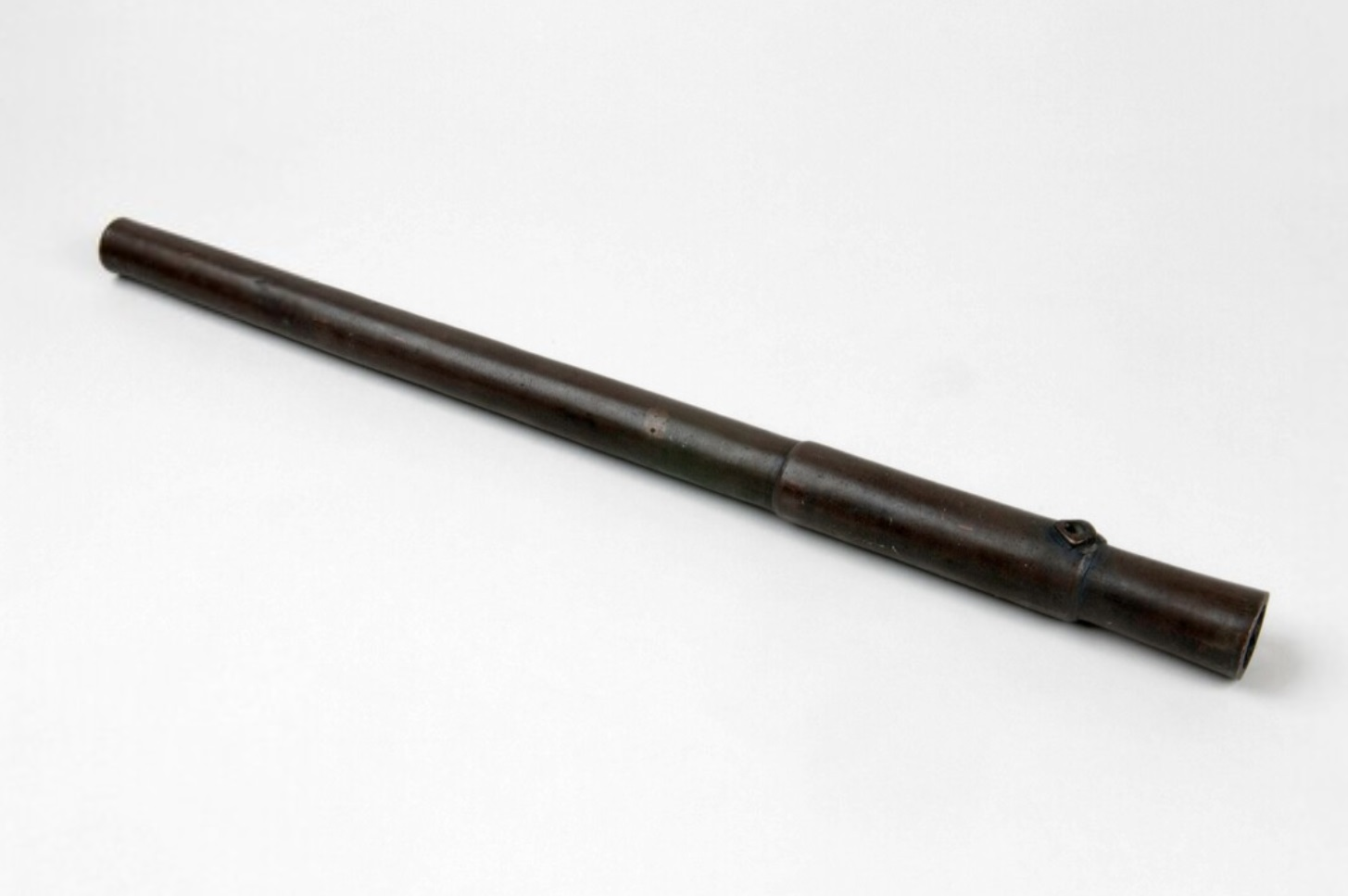
Tombak indonesi de bronze bedil, edat desconeguda.
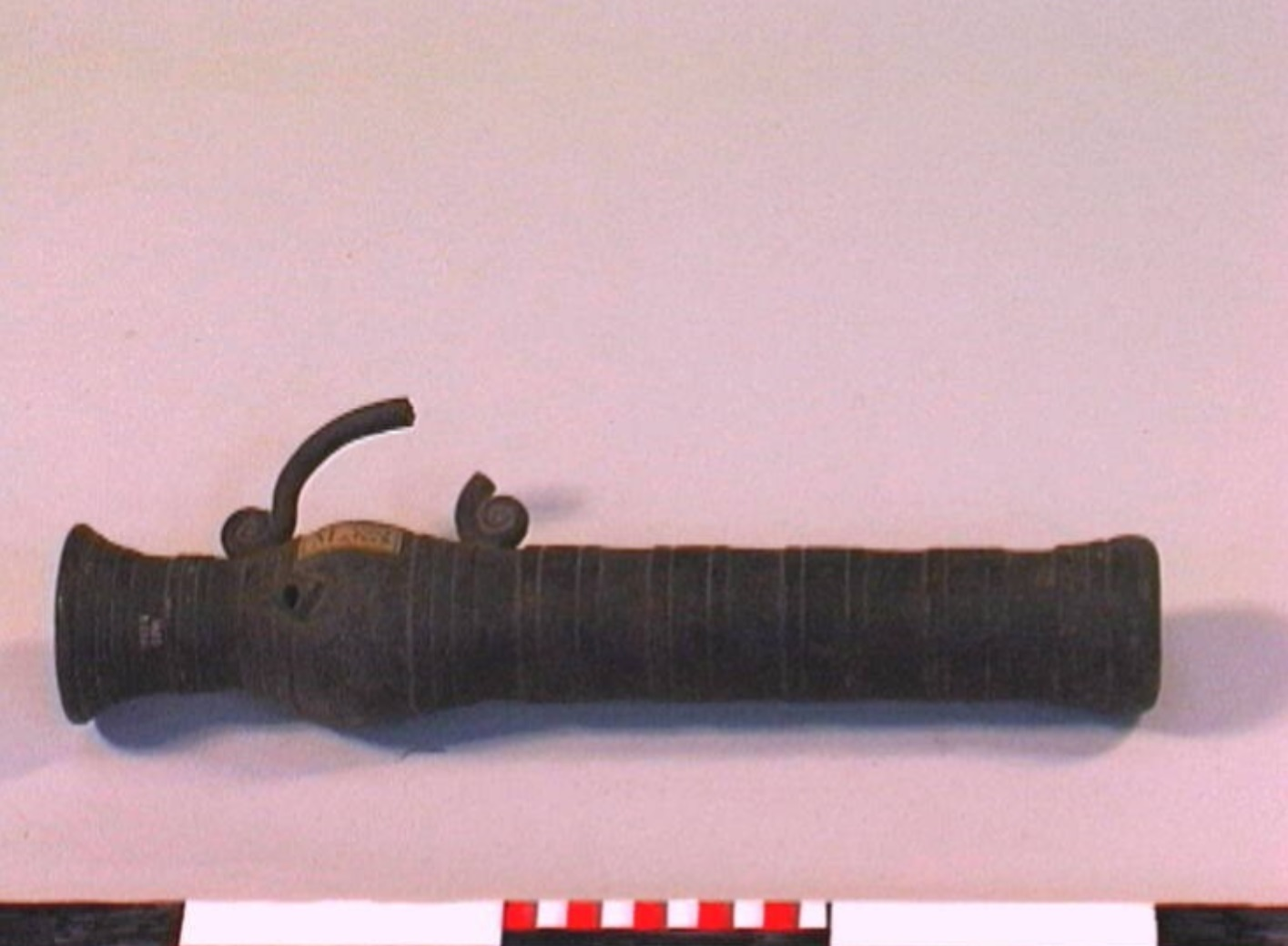
Tombak de ferro indonesi bedil de Majalengka, Java occidental, desconegut.